# سر دودم رون (مارغون)
سر دودم رون (بالفارسية: سردودم رون) هي قرية تقع في إيران في قسم مارغون الريفي.